# 立法院第五屆立法委員名單
立法院第五屆立法委員在民國90年（2001年）12月1日選出，於第五屆立法院中任職，任期自民國91年（2002年）2月1日至民國94年（2005年）1月31日止。該屆立法院之席次總計225席，包括區域立法委員168席、原住民立法委員8席、全國不分區立法委員41席、以及僑居國外國民立法委員8席。本屆院長為王金平、副院長為江丙坤，皆為中國國民黨籍立法委員。

## 任期
| 任期開始日（選舉日）          | 任期結束日    | 備考                             |
| ----------------------------- | ------------- | -------------------------------- |
| 2002年2月1日（2001年12月1日） | 2005年1月31日 | 第五屆中華民國立法委員選舉選出。 |

## 立委人數
- 自2002年2月1日起

| 政黨名       | 所屬立委數 |
| ------------ | ---------- |
| 民主進步黨   | 87         |
| 中國國民黨   | 68         |
| 親民黨       | 46         |
| 台灣團結聯盟 | 13         |
| 無黨籍       | 9          |
| 新黨         | 1          |
| 台灣吾黨     | 1          |
| 合計         | 225        |

## 區域立法委員

### 基隆市、臺北市及臺北縣
| 選舉區           | 姓名                  | 政黨         | 備註 |
| 基隆市           |                       |              |      |
| 基隆市選舉區     | 劉文雄                | 親民黨       | 連任 |
| 基隆市選舉區     | 王拓                  | 民主進步黨   | 連任 |
| 基隆市選舉區     | 徐少萍                | 中國國民黨   | 連任 |
| 臺北市           |                       |              |      |
| 臺北市第一選舉區 | 羅文嘉                | 民主進步黨   | 新任 |
| 臺北市第一選舉區 | 李永萍                | 親民黨       | 新任 |
| 臺北市第一選舉區 | 林重謨                | 民主進步黨   | 連任 |
| 臺北市第一選舉區 | 卓榮泰                | 民主進步黨   | 連任 |
| 臺北市第一選舉區 | 陳建銘                | 台灣團結聯盟 | 新任 |
| 臺北市第一選舉區 | 蔡正元                | 中國國民黨   | 新任 |
| 臺北市第一選舉區 | 許淵國                | 親民黨       | 新任 |
| 臺北市第一選舉區 | 穆閩珠                | 中國國民黨   | 連任 |
| 臺北市第一選舉區 | 秦慧珠                | 親民黨       | 連任 |
| 臺北市第一選舉區 | 王雪峯                | 民主進步黨   | 連任 |
| 臺北市第二選舉區 | 林郁方                | 親民黨       | 新任 |
| 臺北市第二選舉區 | 郭正亮                | 民主進步黨   | 新任 |
| 臺北市第二選舉區 | 章孝嚴                | 中國國民黨   | 新任 |
| 臺北市第二選舉區 | 段宜康                | 民主進步黨   | 新任 |
| 臺北市第二選舉區 | 陳文茜                | 無黨籍       | 新任 |
| 臺北市第二選舉區 | 沈富雄                | 民主進步黨   | 連任 |
| 臺北市第二選舉區 | 李慶安                | 親民黨       | 連任 |
| 臺北市第二選舉區 | 藍美津                | 民主進步黨   | 新任 |
| 臺北市第二選舉區 | 龐建國                | 親民黨       | 新任 |
| 臺北市第二選舉區 | 陳學聖                | 中國國民黨   | 連任 |
| 臺北縣           |                       |              |      |
| 臺北縣第一選舉區 | 周錫瑋                | 親民黨       | 連任 |
| 臺北縣第一選舉區 | 王淑慧                | 民主進步黨   | 新任 |
| 臺北縣第一選舉區 | 鄭志龍                | 親民黨       | 新任 |
| 臺北縣第一選舉區 | 李文忠                | 民主進步黨   | 連任 |
| 臺北縣第一選舉區 | 張清芳                | 民主進步黨   | 連任 |
| 臺北縣第一選舉區 | 李嘉進                | 中國國民黨   | 連任 |
| 臺北縣第一選舉區 | 廖本煙                | 台灣團結聯盟 | 新任 |
| 臺北縣第一選舉區 | 周伯倫 （遭褫奪公權） | 民主進步黨   | 連任 |
| 臺北縣第二選舉區 | 陳茂男                | 民主進步黨   | 新任 |
| 臺北縣第二選舉區 | 鄭余鎮                | 民主進步黨   | 新任 |
| 臺北縣第二選舉區 | 李鴻鈞                | 親民黨       | 新任 |
| 臺北縣第二選舉區 | 周慧瑛                | 民主進步黨   | 連任 |
| 臺北縣第二選舉區 | 陳景峻                | 民主進步黨   | 連任 |
| 臺北縣第二選舉區 | 許登宮                | 台灣團結聯盟 | 連任 |
| 臺北縣第二選舉區 | 柯淑敏                | 親民黨       | 新任 |
| 臺北縣第二選舉區 | 蔡家福                | 中國國民黨   | 連任 |
| 臺北縣第二選舉區 | 李顯榮                | 中國國民黨   | 連任 |
| 臺北縣第二選舉區 | 陳宏昌                | 中國國民黨   | 連任 |
| 臺北縣第三選舉區 | 李慶華                | 親民黨       | 連任 |
| 臺北縣第三選舉區 | 陳朝龍                | 民主進步黨   | 新任 |
| 臺北縣第三選舉區 | 鄭三元                | 親民黨       | 新任 |
| 臺北縣第三選舉區 | 周雅淑                | 民主進步黨   | 連任 |
| 臺北縣第三選舉區 | 林德福                | 親民黨       | 新任 |
| 臺北縣第三選舉區 | 賴勁麟                | 民主進步黨   | 連任 |
| 臺北縣第三選舉區 | 洪秀柱                | 中國國民黨   | 連任 |
| 臺北縣第三選舉區 | 趙永清                | 無黨籍       | 連任 |
| 臺北縣第三選舉區 | 羅明才                | 中國國民黨   | 連任 |

### 桃園縣、新竹縣市及苗栗縣
| 選舉區       | 姓名   | 政黨       | 備註 |
| 桃園縣       |        |            |      |
| 桃園縣選舉區 | 孫大千 | 親民黨     | 新任 |
| 桃園縣選舉區 | 彭添富 | 民主進步黨 | 新任 |
| 桃園縣選舉區 | 邱垂貞 | 民主進步黨 | 連任 |
| 桃園縣選舉區 | 朱鳳芝 | 中國國民黨 | 連任 |
| 桃園縣選舉區 | 郭榮宗 | 民主進步黨 | 新任 |
| 桃園縣選舉區 | 陳根德 | 中國國民黨 | 連任 |
| 桃園縣選舉區 | 陳宗義 | 民主進步黨 | 新任 |
| 桃園縣選舉區 | 邱創良 | 親民黨     | 連任 |
| 桃園縣選舉區 | 鄭金玲 | 親民黨     | 連任 |
| 桃園縣選舉區 | 李鎮楠 | 民主進步黨 | 新任 |
| 桃園縣選舉區 | 張昌財 | 中國國民黨 | 新任 |
| 桃園縣選舉區 | 楊麗環 | 中國國民黨 | 新任 |
| 桃園縣選舉區 | 呂新民 | 中國國民黨 | 連任 |
| 新竹縣       |        |            |      |
| 新竹縣選舉區 | 邱鏡淳 | 中國國民黨 | 連任 |
| 新竹縣選舉區 | 張學舜 | 民主進步黨 | 連任 |
| 新竹縣選舉區 | 陳進興 | 親民黨     | 新任 |
| 新竹市       |        |            |      |
| 新竹市選舉區 | 張蔡美 | 中國國民黨 | 連任 |
| 新竹市選舉區 | 呂學樟 | 親民黨     | 新任 |
| 新竹市選舉區 | 柯建銘 | 民主進步黨 | 連任 |
| 苗栗縣       |        |            |      |
| 苗栗縣選舉區 | 徐耀昌 | 親民黨     | 新任 |
| 苗栗縣選舉區 | 劉政鴻 | 中國國民黨 | 連任 |
| 苗栗縣選舉區 | 何智輝 | 中國國民黨 | 連任 |
| 苗栗縣選舉區 | 杜文卿 | 民主進步黨 | 新任 |

### 臺中縣市、彰化縣及南投縣
| 選舉區       | 姓名   | 政黨         | 備註 |
| 臺中縣       |        |              |      |
| 臺中縣選舉區 | 郭俊銘 | 民主進步黨   | 新任 |
| 臺中縣選舉區 | 馮定國 | 親民黨       | 連任 |
| 臺中縣選舉區 | 邱太三 | 民主進步黨   | 連任 |
| 臺中縣選舉區 | 楊瓊瓔 | 中國國民黨   | 連任 |
| 臺中縣選舉區 | 徐中雄 | 中國國民黨   | 連任 |
| 臺中縣選舉區 | 林豐喜 | 民主進步黨   | 連任 |
| 臺中縣選舉區 | 簡肇棟 | 民主進步黨   | 新任 |
| 臺中縣選舉區 | 顏清標 | 無黨籍       | 新任 |
| 臺中縣選舉區 | 劉銓忠 | 中國國民黨   | 連任 |
| 臺中縣選舉區 | 楊文欣 | 中國國民黨   | 連任 |
| 臺中縣選舉區 | 紀國棟 | 中國國民黨   | 新任 |
| 臺中市       |        |              |      |
| 臺中市選舉區 | 黃義交 | 親民黨       | 連任 |
| 臺中市選舉區 | 李明憲 | 民主進步黨   | 新任 |
| 臺中市選舉區 | 沈智慧 | 親民黨       | 連任 |
| 臺中市選舉區 | 謝明源 | 民主進步黨   | 新任 |
| 臺中市選舉區 | 盧秀燕 | 中國國民黨   | 連任 |
| 臺中市選舉區 | 何敏豪 | 台灣團結聯盟 | 新任 |
| 臺中市選舉區 | 洪昭男 | 中國國民黨   | 新任 |
| 彰化縣       |        |              |      |
| 彰化縣選舉區 | 游月霞 | 中國國民黨   | 連任 |
| 彰化縣選舉區 | 魏明谷 | 民主進步黨   | 新任 |
| 彰化縣選舉區 | 邱創進 | 民主進步黨   | 新任 |
| 彰化縣選舉區 | 林進春 | 中國國民黨   | 連任 |
| 彰化縣選舉區 | 周清玉 | 民主進步黨   | 連任 |
| 彰化縣選舉區 | 謝章捷 | 親民黨       | 連任 |
| 彰化縣選舉區 | 卓伯源 | 中國國民黨   | 新任 |
| 彰化縣選舉區 | 陳杰   | 中國國民黨   | 新任 |
| 彰化縣選舉區 | 江昭儀 | 民主進步黨   | 新任 |
| 彰化縣選舉區 | 陳進丁 | 無黨籍       | 連任 |
| 南投縣       |        |              |      |
| 南投縣選舉區 | 吳敦義 | 中國國民黨   | 新任 |
| 南投縣選舉區 | 蔡煌瑯 | 民主進步黨   | 連任 |
| 南投縣選舉區 | 湯火聖 | 民主進步黨   | 新任 |
| 南投縣選舉區 | 陳志彬 | 親民黨       | 新任 |

### 雲林縣、嘉義縣市及臺南縣市
| 選舉區       | 姓名            | 政黨         | 備註 |
| 雲林縣       |                 |              |      |
| 雲林縣選舉區 | 蘇治芬          | 民主進步黨   | 新任 |
| 雲林縣選舉區 | 曾蔡美佐        | 中國國民黨   | 連任 |
| 雲林縣選舉區 | 林國華          | 民主進步黨   | 連任 |
| 雲林縣選舉區 | 陳劍松          | 親民黨       | 新任 |
| 雲林縣選舉區 | 高孟定          | 無黨籍       | 新任 |
| 雲林縣選舉區 | 許舒博          | 中國國民黨   | 連任 |
| 嘉義縣       |                 |              |      |
| 嘉義縣選舉區 | 李雅景          | 中國國民黨   | 新任 |
| 嘉義縣選舉區 | 蔡啟芳          | 民主進步黨   | 新任 |
| 嘉義縣選舉區 | 張花冠          | 民主進步黨   | 新任 |
| 嘉義縣選舉區 | 何金松          | 民主進步黨   | 新任 |
| 嘉義市       |                 |              |      |
| 嘉義市選舉區 | 蔡同榮          | 民主進步黨   | 連任 |
| 嘉義市選舉區 | 黃敏惠          | 中國國民黨   | 連任 |
| 臺南縣       |                 |              |      |
| 臺南縣選舉區 | 陳唐山          | 民主進步黨   | 新任 |
| 臺南縣選舉區 | 葉宜津          | 民主進步黨   | 連任 |
| 臺南縣選舉區 | 李俊毅          | 民主進步黨   | 連任 |
| 臺南縣選舉區 | 郭添財          | 中國國民黨   | 新任 |
| 臺南縣選舉區 | 鄭國忠          | 民主進步黨   | 新任 |
| 臺南縣選舉區 | 李全教          | 中國國民黨   | 連任 |
| 臺南縣選舉區 | 謝鈞惠 （逝世） | 親民黨       | 新任 |
| 臺南縣選舉區 | 侯水盛          | 民主進步黨   | 新任 |
| 臺南市       |                 |              |      |
| 臺南市選舉區 | 王幸男          | 民主進步黨   | 連任 |
| 臺南市選舉區 | 賴清德          | 民主進步黨   | 連任 |
| 臺南市選舉區 | 林南生          | 中國國民黨   | 連任 |
| 臺南市選舉區 | 王昱婷          | 中國國民黨   | 連任 |
| 臺南市選舉區 | 錢林慧君        | 台灣團結聯盟 | 新任 |
| 臺南市選舉區 | 唐碧娥          | 民主進步黨   | 連任 |

### 高雄縣市及屏東縣
| 選舉區           | 姓名   | 政黨         | 備註 |
| 高雄縣           |        |              |      |
| 高雄縣選舉區     | 林岱樺 | 民主進步黨   | 新任 |
| 高雄縣選舉區     | 王金平 | 中國國民黨   | 連任 |
| 高雄縣選舉區     | 林志隆 | 台灣團結聯盟 | 新任 |
| 高雄縣選舉區     | 鍾紹和 | 親民黨       | 連任 |
| 高雄縣選舉區     | 徐志明 | 民主進步黨   | 連任 |
| 高雄縣選舉區     | 余政道 | 民主進步黨   | 連任 |
| 高雄縣選舉區     | 趙良燕 | 親民黨       | 連任 |
| 高雄縣選舉區     | 林益世 | 中國國民黨   | 連任 |
| 高雄縣選舉區     | 陳麗惠 | 中國國民黨   | 新任 |
| 高雄市           |        |              |      |
| 高雄市第一選舉區 | 林進興 | 民主進步黨   | 新任 |
| 高雄市第一選舉區 | 陳其邁 | 民主進步黨   | 連任 |
| 高雄市第一選舉區 | 蘇盈貴 | 台灣團結聯盟 | 新任 |
| 高雄市第一選舉區 | 羅世雄 | 中國國民黨   | 新任 |
| 高雄市第一選舉區 | 江綺雯 | 中國國民黨   | 連任 |
| 高雄市第一選舉區 | 朱星羽 | 民主進步黨   | 連任 |
| 高雄市第二選舉區 | 郭玟成 | 民主進步黨   | 新任 |
| 高雄市第二選舉區 | 湯金全 | 民主進步黨   | 連任 |
| 高雄市第二選舉區 | 邱毅   | 親民黨       | 新任 |
| 高雄市第二選舉區 | 羅志明 | 台灣團結聯盟 | 新任 |
| 高雄市第二選舉區 | 梁牧養 | 民主進步黨   | 連任 |
| 屏東縣           |        |              |      |
| 屏東縣選舉區     | 邱議瑩 | 民主進步黨   | 新任 |
| 屏東縣選舉區     | 林育生 | 民主進步黨   | 新任 |
| 屏東縣選舉區     | 曹啟鴻 | 民主進步黨   | 連任 |
| 屏東縣選舉區     | 曾永權 | 中國國民黨   | 連任 |
| 屏東縣選舉區     | 蔡豪   | 無黨籍       | 連任 |
| 屏東縣選舉區     | 廖婉汝 | 中國國民黨   | 連任 |
| 屏東縣選舉區     | 鄭朝明 | 民主進步黨   | 連任 |

### 宜蘭縣、花蓮縣及臺東縣
| 選舉區       | 姓名   | 政黨       | 備註 |
| 宜蘭縣       |        |            |      |
| 宜蘭縣選舉區 | 陳金德 | 民主進步黨 | 新任 |
| 宜蘭縣選舉區 | 廖風德 | 中國國民黨 | 連任 |
| 宜蘭縣選舉區 | 張川田 | 民主進步黨 | 連任 |
| 宜蘭縣選舉區 | 鄭美蘭 | 親民黨     | 新任 |
| 花蓮縣       |        |            |      |
| 花蓮縣選舉區 | 盧博基 | 民主進步黨 | 新任 |
| 花蓮縣選舉區 | 傅崐萁 | 親民黨     | 新任 |
| 臺東縣       |        |            |      |
| 臺東縣選舉區 | 黃健庭 | 中國國民黨 | 新任 |

### 澎湖縣、金門縣及連江縣
| 選舉區       | 姓名   | 政黨   | 備註 |
| 澎湖縣       |        |        |      |
| 澎湖縣選舉區 | 林炳坤 | 無黨籍 | 連任 |
| 金門縣       |        |        |      |
| 金門縣選舉區 | 吳成典 | 新黨   | 新任 |
| 連江縣       |        |        |      |
| 連江縣選舉區 | 曹原彰 | 親民黨 | 新任 |

## 原住民立法委員
| 選舉區           | 姓名        | 政黨       | 備註 |
| 平地原住民選舉區 | 林正二      | 親民黨     | 新任 |
| 平地原住民選舉區 | 章仁香      | 中國國民黨 | 新任 |
| 平地原住民選舉區 | 廖國棟      | 中國國民黨 | 新任 |
| 平地原住民選舉區 | 楊仁福      | 中國國民黨 | 新任 |
| 山地原住民選舉區 | 曾華德      | 中國國民黨 | 新任 |
| 山地原住民選舉區 | 瓦歷斯‧貝林 | 台灣吾黨   | 新任 |
| 山地原住民選舉區 | 高金素梅    | 無黨籍     | 新任 |
| 山地原住民選舉區 | 林春德      | 親民黨     | 新任 |

## 全國不分區立法委員
排列說明：獲得之席次較多之政黨置於前方，各政黨之委員順序則依照中央選舉委員會公布之選舉公報為準。
| 姓名                  | 政黨         |
| 洪奇昌                | 民主進步黨   |
| 尤清                  | 民主進步黨   |
| 陳道明                | 民主進步黨   |
| 劉世芳 （中途離職）   | 民主進步黨   |
| 張俊宏                | 民主進步黨   |
| 林濁水                | 民主進步黨   |
| 高志鵬                | 民主進步黨   |
| 許榮淑                | 民主進步黨   |
| 邱永仁                | 民主進步黨   |
| 顏錦福                | 民主進步黨   |
| 邱彰 （喪失黨籍）     | 民主進步黨   |
| 鄭貴蓮                | 民主進步黨   |
| 陳勝宏                | 民主進步黨   |
| 陳忠信 （中途離職）   | 民主進步黨   |
| 劉俊雄                | 民主進步黨   |
| 林文郎 （缺額遞補）   | 民主進步黨   |
| 林忠正 （缺額遞補）   | 民主進步黨   |
| 蘇嘉富 （缺額遞補）   | 民主進步黨   |
| 饒穎奇                | 中國國民黨   |
| 江丙坤                | 中國國民黨   |
| 陳健治                | 中國國民黨   |
| 黃昭順                | 中國國民黨   |
| 高育仁                | 中國國民黨   |
| 王鍾渝                | 中國國民黨   |
| 黃德福                | 中國國民黨   |
| 蔡鈴蘭                | 中國國民黨   |
| 陳健民                | 中國國民黨   |
| 鄭逢時                | 中國國民黨   |
| 侯彩鳳                | 中國國民黨   |
| 李和順 （喪失黨籍）   | 中國國民黨   |
| 高仲源                | 中國國民黨   |
| 黃逢時 （缺額遞補）   | 中國國民黨   |
| 劉憶如                | 親民黨       |
| 殷乃平                | 親民黨       |
| 李桐豪                | 親民黨       |
| 劉松藩 （遭褫奪公權） | 親民黨       |
| 林惠官                | 親民黨       |
| 顧崇廉                | 親民黨       |
| 鍾榮吉                | 親民黨       |
| 蔡中涵                | 親民黨       |
| 高明見                | 親民黨       |
| 陳飛龍 （缺額遞補）   | 親民黨       |
| 黃宗源                | 台灣團結聯盟 |
| 吳東昇                | 台灣團結聯盟 |
| 程振隆                | 台灣團結聯盟 |
| 黃政哲                | 台灣團結聯盟 |

## 僑居國外國民立法委員
排列說明：獲得之席次較多之政黨置於前方，各政黨之委員順序則依照中央選舉委員會公布之選舉公報為準。
| 姓名                | 政黨         |
| 蕭美琴              | 民主進步黨   |
| 張秀珍              | 民主進步黨   |
| 張旭成 （中途離職） | 民主進步黨   |
| 鍾金江 （缺額遞補） | 民主進步黨   |
| 關沃暖              | 中國國民黨   |
| 孫國華              | 中國國民黨   |
| 林政義              | 親民黨       |
| 楊富美              | 親民黨       |
| 王政中              | 台灣團結聯盟 |

## 轉任他職者
1. 全國不分區劉世芳（民主進步黨）因轉任行政院秘書長，於2002年7月1日離職，其席次由同黨之林忠正依法遞補。
2. 臺南縣選舉區陳唐山（民主進步黨）因轉任外交部部長，於2004年4月16日離職，惟因其所遺任期不足一年，故本席次將維持缺額。
3. 臺北市第一選舉區羅文嘉（民主進步黨）因轉任行政院客家委員會主任委員，於2004年5月19日離職，惟因其所遺任期不足一年，故本席次將維持缺額。
4. 臺北縣第三選舉區賴勁麟（民主進步黨）因轉任行政院勞工委員會副主委，於2004年5月19日離職，惟因其所遺任期不足一年，故本席次將維持缺額。
5. 高雄市第一選舉區陳其邁（民主進步黨）因轉任行政院發言人，於2004年5月19日離職，惟因其所遺任期不足一年，故本席次將維持缺額。
6. 臺中縣選舉區邱太三（民主進步黨）因轉任行政院大陸委員會副主委，於2004年5月19日離職，惟因其所遺任期不足一年，故本席次將維持缺額。
7. 臺北市第一選舉區卓榮泰（民主進步黨）因轉任總統府副秘書長，於2004年5月19日離職，惟因其所遺任期不足一年，故本席次將維持缺額。
8. 全國不分區陳忠信（民主進步黨）因轉任國家安全會議諮詢委員，於2004年6月1日離職，其席次由同黨之蘇嘉富依法遞補。（原應由張兆路遞補，但因其違反公職人員選舉罷免法判決確定，遭褫奪公權二年，而喪失遞補資格。接續戴振耀因已擔任行政院農業委員會副主委，依法不得兼任立委。故由蘇嘉富遞補）
9. 僑居國外國民張旭成（民主進步黨）因轉任國家安全會議副秘書長，於2004年6月1日離職，其席次由同黨之鍾金江依法遞補。

## 主动退黨者
1. 全國不分區李和順（中國國民黨）於2004年10月2日宣布退出中國國民黨，同年10月8日喪失立法委員資格，其席次由中國國民黨之黃逢時依法遞補。

## 遭開除黨籍
1. 全國不分區邱彰（民主進步黨）因遭開除黨籍，於2002年6月14日喪失立法委員資格，其席次由同黨之林文郎於同年6月19日依法遞補。

## 涉司法案件
1. 臺北縣第一選舉區周伯倫（民主進步黨）因榮星花園投資開發弊案遭判刑定讞，於2003年1月30日離職，因選區缺額未超過二分之一，依法不辦理補選，故本席次將維持缺額[2][3]。
2. 全國不分區劉松藩（親民黨）因廣三案遭判刑定讞，於2004年9月8日離職，其席次由同黨之陳飛龍依法遞補。

## 任期内逝世
1. 臺南縣選舉區謝鈞惠（親民黨）於2002年10月13日逝世而離職，因選區缺額未超過二分之一，依法不辦理補選，故本席次將維持缺額。

## 外部連結
- 立法院 （页面存档备份，存于）